# Pseudophaula foersteri
Pseudophaula foersteri är en skalbaggsart som först beskrevs av Martins 1984.  Pseudophaula foersteri ingår i släktet Pseudophaula och familjen långhorningar. Inga underarter finns listade i Catalogue of Life.